# Julia Krass
Julia Krass, née le 7 juin 1997 à Danbury, est une skieuse acrobatique américaine. Elle participe aux Jeux olympiques d'hiver de 2014 et termine 11e lors de la finale de l'épreuve de slopestyle. Le 2 février 2019, elle remporte la médaille d'argent lors des Championnats du monde en Big air.